# Suvi Do (Tutin)
Pour les articles homonymes, voir Suvi Do.
Suvi Do (en serbe cyrillique : Суви До) est un village de Serbie situé dans la municipalité de Tutin, district de Raška. Au recensement de 2011, il comptait 431 habitants.

## Démographie
| 1948 | 1953 | 1961 | 1971 | 1981 | 1991 | 2002 | 2011 |
| ---- | ---- | ---- | ---- | ---- | ---- | ---- | ---- |
| 788  | 909  | 745  | 688  | 475  | 414  | 401  | 431  |

|  |